# Eye II Eye
Eye II Eye е четиринадесетият студиен албум на германската рок група „Скорпиънс“, издаден на 9 март 1999 г. от „Ийст Уест Рекърдс“ в международен план и от „Кох Рекърдс“ за Съединените американски щати. Записът се осъществява в звукозаписно студио в Австрия, собственост на музиканта и продуцент Петер Волф, който се среща с членовете на „Скорпиънс“ през 1998 г. За разлика от предишните им албуми, както групата, така и продуцентът се съгласяват да опитат нови неща, като използването на най-нова технология за запис, променяйки начина, по който композират песните, а така излизат традиционната рутина на записване на албум. Тази мотивация е отразена и в композицията на песните, където текстове се занимават с емоционални и лични теми като самочувствие, самосъзнание, несигурност или карма. В музикално отношение те премахват водещата роля на електрическата китара и се впускат в елементи на поп рок, денс-рок, рап и използването на луупове. Eye II Eye е първият албум на групата, записан с барабаниста Джеймс Котак, който се присъединява преди да започне Pure Instinct Tour (1996), заменяйки Херман Раребел.
След издаването си, Eye II Eye получава смесени отзиви от специализираната преса. Някои медии по това време подчертават синтезираната режисура и аранжименти, докато в съвременните той е определен за най-лошия им албум, тъй като е свързан с музикалните тенденции по време на издаването си. „Скорпиънс“ не успяват да се адаптират към основните музикални промени в края на 90-те години на 20-и век и опитите им в това направление не довеждат до успех. Изданието постига слаби позиции в музикалните класации в няколко страни, с изключение на Гърция и Малайзия, където достига второ място. В допълнение, Асоциацията на звукозаписната индустрия на Малайзия го сертифицира като „платинен“ за продажби надминаващи повече от 25 000 копия за по-малко от година.
За да популяризират изданието, пет сингъла са издадени в рамките на една седмица – To Be No. 1, Mysterious, Ten Light Years Away, Eye to Eye и Aleyah, които получават почти нулево внимание в класациите. Единствените, които влизат в няколко класации са To Be No. 1 – №55 в Германия и Mysterious №26 в „Мейнстрийм Рок Тракс“ в Съединените американски щати. Представянето продължава с Eye to Eye Tour, което започваа на 27 април 1999 г. в Нотингам, Обединеното кралство и завършва на 6 септември същата година с презентации в цяла Европа и англосаксонска Северна Америка.

## Описание
През 1995 г. барабанистът Херман Раребел напуска „Скорпиънс“, тъй като не е съгласен с музикалната посока на албума Pure Instinct (1996), ориентиран предимно към „мощни“ балади. Поради тази причина, за записа на Pure Instinct, германският музикант Курт Крес изпълнява барабаните и перкусиите в албума. За да заеме позицията на Херман Раребел, групата се обръща към своя мениджър Стюарт Йънг да се свърже с американеца Джеймс Котак, бивш член на „Кингдъм Кам“. Германците го познават, защото и двете групи са част от фестивала „Монстърс ъф Рок“ през 1988 г. в Съединените американски щати, в допълнение към факта, че „Кингдъм Кам“ е подгряваща група за техните изпълнения през август и септември същата година в гореспоменатата страна и Канада по време на турнето за представянето на Savage Amusement (1988). Джеймс Котак казва, че е в добри отношения с Клаус Майне и Рудолф Шенкер и когато се среща с тях в Лос Анджелис, за да обсъдят наемането му, според него те „попадат на една и съща страница“. Дебютът на американеца с групата се състои на 5 юни 1996 г. на концерт в Ел Пасо, Тексас, като част от турнето Pure Instinct Tour.

## Записване
В средата на 1988 г. групата се среща с Петер Волф, австрийски продуцент и музикант, който по това време изгражда кариерата си в Съединените американски щати и работейки с „Джеферсън Старшип“, „Харт “, Лора Браниган и Франк Запа. След разговор с групата, той ги кани в новото си звукозаписно студио в Австрия, наречено „Малката Америка“, след като неговото в Лос Анджелис е разрушено при земетресението в Нортридж през 1994 г. Басистът Ралф Рикерман заявява, че преди да се срещнат с австриеца, обмислят да работят отново с Брус Феърбеърн, продуцента на Face the Heat (1993). И Петер Волф, и групата искат да опитат нови неща, като използването на най-новата технология за запис, промяна на начина, по който пишат песните и излизане от традиционната рутина на запис на албум; така че „Скорпиънс“ пристигат в комплекса на продуцента с някои модели и идеи. Според Рудолф Шенкер те знаят от дълго време, че рокът, особено хардрокът и хевиметълът, преживяват значителен спад в популярността си, в допълнение към факта, че новите музикални стилове променят европейския пазар, много по-бързо от американския пазар. Петер Волф предлага на Клаус Майне да „започнат отначало“, така те отхвърлят първите тридесет композиции, които вече са написани за албума.
За десет дни те записват три песни, преди „Скорпиънс“ да отидат на турне през юни 1998 г., за да изнесат изпълнения в някои страни от Източна Европа. След завръщането си в Австрия, те продължават процеса на записване, но този път повече хора се включват в творческия процес, като Ралф Рикерман и Джеймс Котак. Концепцията за „опитване на нови неща“, създадена от групата, също включва липса на презапис, ограничаване на ролята на електрическата китара и „работа с различно оборудване, акустични китари, различни видове електрически китари и различни микрофони“, според Рудолф Шенкер. След като записите са готови, те ги смесват на три различни места: „Малката Америка“ в Австрия, „Олимпик Стуидос“ в Лондон и „Бил Шийнс Стуидос“ в Лос Анджелис. Звукообработката е извършена от Стив Маркусен в „Ей енд Ем Мастеринг“ в Лос Анджелиси и от Крис фон Раутенкранц в „Саундгардън“, Хамбург.

## Композиране
Желанието за експериментиране в процеса на записа е отразено и в писането на песните. В допълнение към обичайните автори на групата, Клаус Майне и Рудолф Шенкер, другите трима музиканти също са включени в творческото развитие, както и продуцентът и трима външни композитори. Според Ралф Рикерман това е така, защото те искат да „изследват различни хоризонти и да създадат звук, който „Скорпиънс“ никога не са правили преди“. Основният текстописец Клаус Майне коментира, че искат да „представят ново отношение“ и „да поставят душата на масата“, кото се занимават с емоционални и лични теми като самочувствие, самосъзнание, несигурност или карма. Този лиричен подход означава, че песните са по-дълбоки и по-искрени, както и „моментни снимки от емоционалното пътуване“ на вокалиста. По този повод Клаус Майне представя по-дълбок глас в сравнение с обичайните си високи тонове.
Албумът започва с тежък денс-рок в Mysterious, който, според критика Мартин Попоф, „припомня „Ю Ту“ в средните години“. Ралф Рикерман композира музиката, базирана на луупове, за да създаде електронен звук, вдъхновен от фънка. Според басиста всички останали песни са базирани на този стил, но със средни резултати. По-късно Рудолф Шенкер, водещият китарист Матиас Ябс и южноафриканският композитор Жан-Мишел Байрон се включват, докато Клаус Майне пише текстовете. To Be No. 1, наречена от Мартин Попоф „ужасът на бившите фенове на „Скорпиънс“, има рок в припева и „мек“ поп в стиховете. От гледна точка на Ралф Рикерман, музиката ѝ „е почти електропоп“. Текстът, написан отново от Клаус Майне, е сатира на скандала с Моника Люински. Петер Волф композира музиката, а Клаус Майне създава текста за баладата Obsession, която Мартин Попоф нарича „боклук“. Ten Light Years Away е балада, но за разлика от предишната е „умела и зряла“, извън атмосферата на албума, защото напомня на „меката концепция“ на песните на Pure Instinct. Клаус Майне и Рудолф Шенкер я композират в Лос Анджелис в сътрудничество с американеца Марти Фредериксен и британеца Мик Джонс, основател на „Форинър“. Участието им се дължи на това, че Рудолф Шенкер казва на мениджъра Стюарт Йънг да намери музиканти, които да създадат песен. Ten Light Years Away е резултат от демо, което Марти Фредериксен притежава и което той написва с Мик Джонс. В своя анализ на албума Мартин Попоф споменава, че Mind Like a Tree е „смела и зряла“, с „интересни светлини и сенки“ и „страхотна продукция“ от Петер Волф, в „рамките на Зепелин схема“. В тази песен Херман Раребел участва със задни вокали.
Eye to Eye е „безобидна музикална песен“, написана от Клаус Майне и Рудолф Шенкер за бащата на вокалиста, който почива две години преди издаването на албума. What U Give U Get Back е „домашна поп балада“ за кармата. За да придаде по-голям акцент на припева, групата кани хоровата група „Еъруей Олстарс“, съставена от певците Сида Гарет, Джеймс Инграм, Мишел Улф, Лин Дейвис, Фил Пери и Кевин Дорси. Skywriter също е балада, но „леко мрачна и с амбициозен аранжимент“, докато Yellow Butterfly, втората песен, написана в съавторство с Марти Фредериксен, остава поп, но с прогресив елементи. Според Мартин Попоф оттогава нататък „албумът повтаря същата формула отново и отново“, тъй като Freshly Squeezed, Aleyah и Priscilla поддържат „огромен денс-рок“. Албумът кулминира с баладата A Moment in a Million Years, ръководена от класическо пиано.

## Обложката
Германецът Дирк Рудолф създава обложката на Eye II Eye, а фотографията е дело на Олаф Хайне. Изображението, направено в черно и бяло, показва всичките петима членове на групата, но в окончателното издание на обложката са само Клаус Майне, Рудолф Шенкер и Матиас Ябс, докато снимки с Ралф Рикерман и Джеймс Котак са включени във вътрешните страници на обложката. Според Мартин Попоф това изкуство показва, че очевидно „групата вече не е група“. За избор на заглавие на албума, „Скорпиънс“ променят думата за номер две, като я изписват на латински език.

## Издаване
Eye II Eye е издаден на 9 март 1999 г. чрез „Ийст Уест Рекърдс“. До броя на списание „Билборд” от 1 май 1999 г., албумът все още не е издаден в Съединените американски щати, защото групата прекратява договора си с „Атлантик Рекърдс“, звукозаписната компания, която разпространява предшественика му Pure Instinct. Въпреки че водят преговори със звукозаписна компания „Би Ем Джи Мюзик“, в крайна сметка „Кох Рекърдс“ издава албума в Съединените американски щати. Японското издание включва You and I (Butcher radio mix) като бонус песен, която е ремикс на You and I, издаденa като сингъл през 1996 г. в този вариант. В страните от Югоизточна Азия допълнителната песен е сингъл версията на When You Came Into My Life от албума Pure Instinct.

## Представяне

### Албум
След като излиза на пазара, Eye II Eye постига ниски продажби и ниски позиции в музикалните класации, с изключение на някои страни. В Германия той дебютира под №6 в класациите и присъства общо девет седмици в класацията. В Гърция през седмицата от 17 април 1999 г. той достига до №2 в националното преброяване, докато във Франция достига №50. До 2018 г. френската компания „Инфодиск“ оценява продажбите в тази страна на 20 800 бройки, без да взема предвид стрийминга. В останалите европейски страни Eye II Eye се представя също незадоволително, заемайки средни позиции във Финландия, Унгария и Швейцария. В други класации, Eye II Eye се класира на 50-то място в „Топ 100 Албуми“ на общоевропейското списание „Мюзик енд Медия“ и на 84-то място в японската класация за албуми на Япония. От друга страна, в Малайзия приемането на албума е много по-добро; той достига №2 в националната класация и през април 1999 г. Асоциацията на звукозаписната индустрия на Малайзия го сертифицира с „платинен“ запис за продажба на повече от 25 000 копия копия в тази страна.

### Сингли
За популяризиране на албума, в рамките на една седмица са издадени пет сингъла: To Be No. 1, Mysterious, Ten Light Years Away, Eye to Eye и Aleyah. Според официалния уебсайт на групата те са издадени съответно на 9, 10, 11, 12 и 13 март 1999 г. Според Ралф Рикерман, „Ийст Уест Рекърдс“ правят грешка с промоцията, защото вместо да издадат Mysterious като първи сингъл, те са избират To Be No. 1, песен, която е отхвърлена от радиостанциите заради поп звученето си. От своя страна Рудолф Шенкер посочва, че въпреки че изборът на To Be No. 1 е добър, звукозаписната компания не знае как да се възползва от албума, като се има предвид, че европейските пазари винаги са избират балади, а американските рок. Затова той смята, че звукозаписната компания трябва да избере Eye to Eye или A Moment in a Million Years за първи сингъл. Далеч от разногласието, синглите получават нулево внимание в музикалните класации, с изключение на To Be No. 1, който достига №55 в Германия и Mysterious, който достига №26 в „Мейнстрийм Рок Тракс“ и №10 в „Херитейдж Рок“ в Съединените американски щати. To Be No. 1 има и видеоклип, в който „скандалът Люински“ също е сатиризиран.

### Концертно турне
Концертното турне Eye to Eye Tour започва на 27 април 1999 г. в зала „Рок Сити“ в Нотингам, Обединеното кралство. От тази дата до 27 юни групата свири в 14 страни в Европа, облечени в дрехи, различни от това, което обикновено носят, което обърка феновете им, според Мартин Попоф. На 29 юни започва северноамериканската част с общо 50 презентации: 49 в Съединените американски щати и 1 в Канада. Тази част се води съвместно с „Мотли Крю“, а на някои концерти местни групи като „Флаш Бастарт“ и „Лейдлоу“ подгряват участията им. Поради времето на представяне, на датите в Северна Америка списъкът с песни е по-кратък и включва предимно техни хитове от 80-те години на 20-и век и само две от Eye II Eye. В Европа репертоарът е по-дълъг, след като изпълняват 5 – 6 песни от новия албум и приключват с бис, съставен от Still Loving You, Wind of Change, Rock You Like a Hurricane и A Moment in a Million Years, последната изпълнена в акустичен формат без Ралф Рикерман и Джеймс Котак. Турнето завършва на 6 септември 1999 г. в Уест Палм Бийч, Съединени американски щати и благодарение на него „Скорпиънс“ свирят за първи път в Чехия.

## Коментари на критиците
Eye II Eye получава смесени отзиви от специализираната преса, както от тогавашната, така и от съвременната. Андрю Палмър от „Вилидж Воийс“ има положително мнение, наричайки го „експертно хитър“ албум с „техно-разтърсващ“ звук. Освен това той изтъква „страхотния“ глас на Майне, „добрите песни“ и посочва Aleyah като най-добра. Американският вестник „Спартанбърг Хералд Журнал“ го нарича албум „над нормата“, ориентиран към балади, със „синтезирано водещо“, „без метални удари“, с „креативни“ аранжименти и „електронни подобрения“, които „не бяха опустошителни, но поне отличителни“. Авторът Даниел Букшпан, в книгата си „Енциклопедията на хевиметъла“ (2003), го нарича „отвратителен“, защото е „неуспешен опит за електроника“. Канадският критик Мартин Попоф коментира, че при слушане на албума „човек остава поразен от това колко безмилостно са изпратени в изгнание великите и прочути шейни с ритъм китари на групата“.
Стив Хюи от „Олмюзик“ е критичен към работата на Петер Волф, защото „продукцията му се опитва толкова много да бъде съвременна, че често се спуска до възвишено нелепо“. Относно концепцията на албума той пише: „...биха могли да направят това приличен поп/рок запис с хардрок нюанси, тъй като няма съмнение, че са искали да се намесят тази посока; обаче, сдържаните опити да останат хип завършват, правейки групата да изглежда безнадеждно изгубена“. В своя списък с албуми на групата, подредени от най-лошия до най-добрия за „Ултимейт Класик Рок“, Ривадавия поставя Eye II Eye на №18. В рецензията си той го нарича „практически неузнаваем“ албум на „Скорпиънс“, занимаващ се с музикални тенденции като електроника, трип-хоп и поп музика и формира „късен микс от сленга на „Деф Лепард“, Поп на „Ю Ту“ и „Продиджи““. В подобна рецензия, Малкълм Доум от „Класик Рок“ го класира също на тази позиция и го смята за „поп рок катастрофа“, защото „те изоставиха своя усъвършенстван подход и резултатът беше катастрофален“.

## Списък с песните

### Основно издание
1. Mysterious (Ралф Рикерман, Рудолф Шенкер, Матиас Ябс, Байрън, Клаус Майне) – 5:28
2. To Be No. 1 (Петер Волф, Матиас Ябс, Клаус Майне) – 3:57
3. Obsession (Клаус Майне, Петър Волф) – 4:09
4. 10 Light Years Away (Мик Джонс, Марти Фредериксен, Клаус Майне, Рудолф Шенкер) – 3:52
5. Mind Like a Tree (Рудолф Шенкер, Петер Волф, Клаус Майне) – 5:34
6. Eye To Eye (Рудолф Шенкер, Клаус Майне) – 5:04
7. What U Give U Get Back (Рудолф Шенкер, Петер Волф, Клаус Майне) – 5:02
8. Skywriter (Рудолф Шенкер, Клаус Майне) – 4:55
9. Yellow Butterfly (Рудолф Шенкер, Марти Фредериксен, Клаус Майне) – 5:44
10. Freshly Squeezed (Рудолф Шенкер, Петер Волф, Клаус Майне) – 3:58
11. Priscilla (Рудолф Шенкер, Клаус Майне) – 3:17
12. Du Bist So Schmutzig (Матиас Ябс, Рудолф Шенкер, Клаус Майне, Джеймс Котак) – 3:55
13. Aleyah (Рудолф Шенкер, Клаус Майне) – 4:19
14. A Moment in a Million Years (Клаус Майне) – 3:38

### Бонус песни в японското издание
1. You and I (Ремикс) (Клаус Майне) – 4:00

## Състав
| - Клаус Майне - вокали - Рудолф Шенкер - ритъм и водеща китара, шест и дванадесетструнна акустична китара, задни вокали - Матиас Ябс - водеща и ритъм китара, мандолина, акустична китара, слайд - Ралф Рикерман - бас - Джеймс Котак - барабани, задни вокали и вокали на Du Bist So Schmutzig Гост музиканти - Петер Волф - клавиши и пиано на A Moment in a Million Years - Мик Джонс - акустична китара в Ten Light Years Away - Сида Гарет, Джеймс Инграм, Мишел Улф, Лин Дейвис, Фил Пери и Кевин Дорси - вокали в What U Give U Get Back - Херман Раребел - вокали на Mind Like a Tree - Мишел Волф - вокали на Skywriter Източник на информацията: Задната обложка на Eye II Eye. | - Петер Волф - продукция - Петер Волф и „Скорпиънс“ - аранжимент - Петер Волф - смесване на песни 5, 6 и 14 - Крис Кемси - смесване на песен 2 - Бил Шийнс - смесване на песни 1, 3, 4 и 11 в „Бил Шийнс Стуидос“ - Бил Шийнс - смесване на песни 7, 8, 9, 10, 12 и 13 в „Литъл Америка“ - A.T., Кристиан Лайтгеб, Пол Ериксен и Кенджи Нагано - звуково инженерство - Стивън Маркусен и Крис фон Раутенкранц - звукообработката - Дирк Рудолф - обложка и дизайн - Олаф Хайне - обложка и черно-бяла фотография - Майкъл Халсбанд - снимки на книжката |

## Позиция в класациите
| Класация                  | Най-висока позиция | Източник |         |
| 1999 г.                   | 1999 г.            | 1999 г.  | 1999 г. |
| ------------------------- | ------------------ | -------- | ------- |
| Великобритания            | 23                 | [ 49 ]   |         |
| Германия                  | 6                  | [ 19 ]   |         |
| Гърция                    | 2                  | [ 20 ]   |         |
| Европа („Топ 100 Албуми“) | 50                 | [ 26 ]   |         |
| Малайзия                  | 2                  | [ 28 ]   |         |
| Унгария                   | 24                 | [ 24 ]   |         |
| Финландия                 | 37                 | [ 23 ]   |         |
| Франция                   | 50                 | [ 21 ]   |         |
| Швейцария                 | 49                 | [ 25 ]   |         |
| Япония                    | 84                 | [ 27 ]   |         |

| Сингъл      | Класация                     | Най-висока позиция | Източник |
| 1999 г.     | 1999 г.                      | 1999 г.            | 1999 г.  |
| ----------- | ---------------------------- | ------------------ | -------- |
| To Be No. 1 | Германия                     | 55                 | [ 34 ]   |
| Mysterious  | САЩ („Мейнстрийм Рок Тракс“) | 26                 | [ 35 ]   |
| Mysterious  | САЩ („Херитейдж Рок“)        | 10                 | [ 36 ]   |

## Сертификати
| Държава  | Сертифициращ орган                                | Сертификат | Сертифицирани продажби | Източник |
| -------- | ------------------------------------------------- | ---------- | ---------------------- | -------- |
| Малайзия | Асоциация на звукозаписната индустрия на Малайзия | Платинен   | 25 000                 | [ 8 ]    |

## Цитати
1. ↑  Popoff 2016, с. 170 – 171.
2. ↑  Popoff 2016, с. 170.
3. 1 2 3  Popoff 2016, с. 184.
4. ↑  Scorpions – Does Anyone Know //  Scorpions.   discogs.com. Посетен на 2023-12-02. (на английски)
5. 1 2 3  Popoff 2016, с. 179.
6. 1 2 3 4 5  Popoff 2016, с. 183.
7. ↑  Popoff 2016, с. 179 – 180.
8. 1 2 3 4 5 6 7  Scorpions bares it Out (pdf) //   New Straits Time, 1999-04-19. p. 3. Посетен на 2023-12-02. (на английски)
9. 1 2  Popoff 2016, с. 180.
10. 1 2 3 4 5 6 7  Scorpions – Eye II Eye //  Scorpions.   discogs.com. Посетен на 2023-12-02. (на английски)
11. 1 2 3 4 5  Popoff 2016, с. 181.
12. 1 2 3  PRIDE, DOMINIC. THE SCORPIONS (pdf) //  GLOBAL MUSIC PULSE.   Billboard, 1999-05-01. p. 47. Посетен на 2023-12-02. (на английски)
13. 1 2 3 4  Popoff 2016, с. 182.
14. ↑  Popoff 2016, с. 183 – 184.
15. 1 2  Eye II Eye //  DISCOGRAPHY.   the-scorpions.com. Посетен на 2023-12-02. (на английски)
16. ↑  Newman, Melinda. ON THE ROAD: Motley Crue and the Scorpions (pdf) //  Artists & Music.   Billboard, 1999-05-01. p. 14. Посетен на 2023-12-02. (на английски)
17. ↑  Scorpions = スコーピオンズ* – Eye II Eye = アイ・トゥ・アイ //  Scorpions.   discogs.com. Посетен на 2023-12-02. (на английски)
18. ↑  Scorpions – You And I ("Butcher"-Radio-Remix) //  Scorpions.   discogs.com. Посетен на 2023-12-02. (на английски)
19. 1 2  Scorpions Eye II Eye Album //   offiziellecharts.de. Посетен на 2023-12-02. (на немски)
20. 1 2  GREECE (pdf) //  Top National Sellers.   Music an Media, 1999-04-17. p. 11. Посетен на 2023-12-02. (на английски)
21. 1 2  Le Détail des Albums de chaque Artiste //   infodisc.fr. Посетен на 2023-12-02. Вие трябва да изберете SCORPIONS от падащото меню (на френски)
22. ↑  Les Meilleures Ventes de CD / Albums "Tout Temps" //   infodisc.fr. Посетен на 2023-13-03. (на френски)
23. 1 2  Pennanen 2021, с. 229.
24. 1 2  Archívum › Kereső - előadó/cím szerint //  Album Top 40 slágerlista.   slagerlistak.hu. Посетен на 2023-12-02. Вие трябва да Напишете SCORPIONS в Előadó/cím: (на унгарски)
25. 1 2  Scorpions – Eye II Eye //   swisscharts.com. Посетен на en. (на английски)
26. 1 2  European Top 100 Albums (pdf) //   Music and Media, 1999-04-24. p. 13. Посетен на 2023-12-02. (на английски)
27. 1 2  Eye II Eye //  SCORPIONS Discography.   rockdetector.com.  Архивиран от оригинала на 2007-12-30. Посетен на 2023-12-02. (на английски)
28. 1 2  MALAYSIA (pdf) //  HITS OF THE WORLD.   Billboard, 1999-05-22. p. 51. Посетен на 2023-12-02. (на английски)
29. ↑  To Be No. 1 //  DISCOGRAPHY.   the-scorpions.com. Посетен на 2023-12-02. (на английски)
30. ↑  Mysterious //  DISCOGRAPHY.   the-scorpions.com. Посетен на 2023-12-02. (на английски)
31. ↑  10 Light Years Away //  DISCOGRAPHY.   the-scorpions.com. Посетен на 2023-12-02. (на английски)
32. ↑  Eye To Eye //  DISCOGRAPHY.   the-scorpions.com. Посетен на 2023-12-02. (на английски)
33. ↑  Aleyah //  DISCOGRAPHY.   the-scorpions.com. Посетен на 2023-12-02. (на английски)
34. 1 2  Scorpions To Be No. 1 Single //   offiziellecharts.de. Посетен на 2023-12-02. (на немски)
35. 1 2  Scorpions Mainstream Rock Airplay //  Chart History.   billboard.com. Посетен на 2023-12-02. (на английски)
36. 1 2  Billboard Heritage Rock Chart History Scorpions //  Scorpions.   billboard.com. Посетен на 2023-12-02. (на английски)
37. 1 2  Eye To Eye Tour //  Live.   Посетен на 2023-12-02. (на английски)
38. 1 2  Popoff 2016, с. 187.
39. ↑  Popoff 2016, с. 186 – 187.
40. 1 2  Huey, Steve. Eye II Eye Review by Steve Huey //  Reviews.   allmusic.com. Посетен на 2023-11-27. (на английски)
41. ↑  Breusch, Matthias. Review album: Scorpions - Eye II Eye //  Reviews.   rockhard.de. Посетен на 2023-12-03. (на немски)
42. ↑  Popoff 2005, с. 387 – 388.
43. ↑  Larkin 2006, с. 1976.
44. ↑  ANDREW, PALMER. Rock You Like a Piece of Meat //  Spartanburg Herald-Journal.   2000-01-04. с. 97. Посетен на 2023-12-02.
45. ↑  They're back //  Spartanburg Herald-Journal.   1999-07-17. с. B12.
46. ↑  Bukszpan 2003, с. 224.
47. ↑  Rivadavia, Eduardo. Scorpions Albums Ranked Worst to Best //   ultimateclassicrock.com, 2015-09-18. Посетен на 2023-12-02. (на английски)
48. ↑  Dome, Malcolm. Every Scorpions album ranked from worst to best //  Features.   loudersound.com, 2022-05-11. Посетен на 2023-12-02. (на английски)
49. ↑  EYE TO EYE by SCORPIONS //  Official Rock & Metal Albums Chart.   officialcharts.com. Посетен на 2023-12-03. (на английски)